# Fazenda da família Smith
A Fazenda da Família Smith foi a residência da infância de Joseph Smith, fundador do Movimento dos Santos dos Últimos Dias.
O sítio, localizado entre os municípios de Palmyra, no condado Wayne, e Manchester, no condado Ontario, ambos em Nova Iorque, inclui o Bosque Sagrado, a casa de madeira restaurada dos Smith e uma cabana reconstruída. A fazenda tornou-se propriedade da Igreja de Jesus Cristo dos Santos dos Últimos Dias em 1915, e durante a década de 90 ganhou as restaurações e um centro de visitantes. Passeios turísticos gratuitos são oferecidos por missionários mórmons.

## História

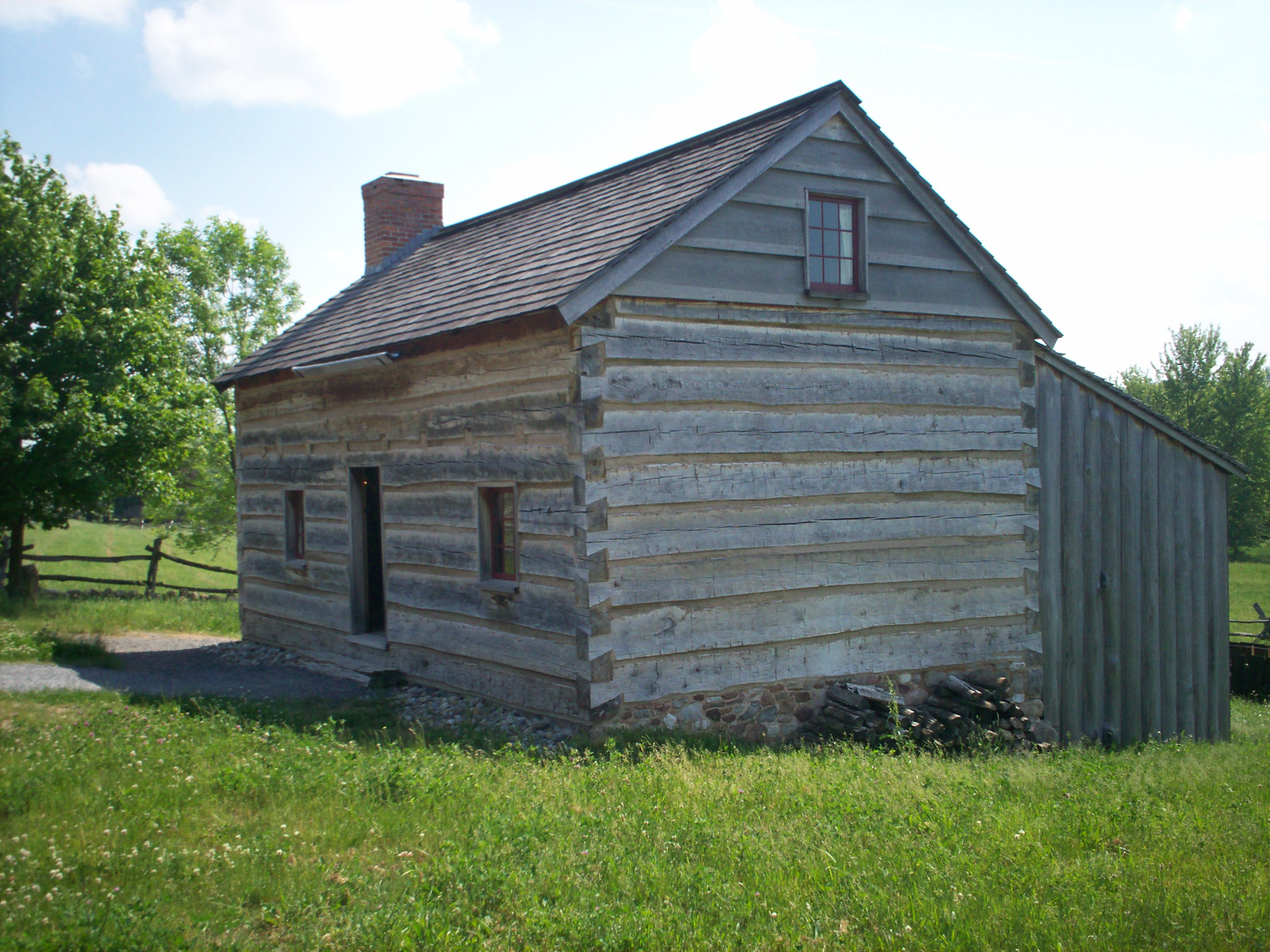
A reconstrução da cabana da família Smith

Joseph Smith sênior, sua esposa Lucy Mack Smith e alguns de seus filhos mudaram-se de Norwich, Maine, para Palmyra, em Nova Iorque, em 1816. Entre 1818 e 1819 a família construiu uma cabana próxima à propriedade de Nicholas Everston, mas não obteve um acordo sobre a compra das terras até 1820, quando um corretor foi contratado para regularizar sua situação de posseiros. Smith sênior concordou então em pagar Everston um montante entre $600-700 pela fazenda de 100 acres (0,4 km²). Em 1825 a família mudou-se para a casa de madeira, mas os custos de sua construção impediram o pagamento em dia das parcelas que Smith ainda devia pela compra do sítio. Em fevereiro do mesmo ano, o carpinteiro responsável pela obra processou Smith por calote. Acuado por dívidas e pela execução da hipoteca, Smith, porém, foi socorrido por um amigo quaker, Lemuel Durfee, que comprou a fazenda e permitiu à família alugar a casa de madeira, onde permaneceram até retornarem para a cabana na primavera de 1829. Os Smith deixaram o lugar em 1830, ano da formação do movimento mórmon.
A fazenda foi comprada pela Igreja SUD em 1907 sob os auspícios de Joseph F. Smith e passou ao cuidado direto da instituição em 1915. O bosque onde acredita-se que Joseph Smith teve sua Primeira Visão tornou-se um centro de peregrinação e uma celebração do seu centenário ocorreu por lá em 1920. 